# Steppes de La Valbonne
Steppes de La Valbonne este o arie protejată (arie de protecție specială avifaunistică — SPA) din Franța întinsă pe o suprafață de 1.124 ha, integral pe uscat.

## Localizare
Centrul sitului Steppes de La Valbonne este situat la coordonatele 45°49′54″N 5°09′07″E / 45.83167°N 5.15194°E.

## Înființare
Situl Steppes de La Valbonne a fost declarat arie de protecție specială avifaunistică în baza directivei 79/409 din 1979 referitoare la conservarea păsărilor sălbatice pentru a proteja 16 specii de animale.

## Biodiversitate
Situată în ecoregiunea continentală, aria protejată nu include niciun habitat protejat.
La baza desemnării sitului se află mai multe specii protejate de  păsări (16): fâsă-de-câmp (Anthus campestris), pasărea ogorului (Burhinus oedicnemus), caprimulg (Caprimulgus europaeus),  prundaș gulerat mic (Charadrius dubius), șerpar (Circaetus gallicus), erete vânăt (Circus cyaneus), erete cenușiu (Circus pygargus), ciocănitoare neagră (Dryocopus martius), șoim de iarnă (Falco columbarius), vânturel de seară (Falco vespertinus), sfrâncioc roșiatic (Lanius collurio), ciocârlie de pădure (Lullula arborea), gaia neagră (Milvus migrans), culic mare (Numenius arquata), viespar (Pernis apivorus), sitar de pădure (Scolopax rusticola).
Pe lângă speciile protejate, pe teritoriul sitului au mai fost identificate 28 de specii de păsări.